# Port-Mort
Port-Mort is een gemeente in het Franse departement Eure (regio Normandië). De plaats maakt deel uit van het arrondissement Les Andelys. Port-Mort telde op 1 januari 2022 891 inwoners.

## Geografie
De oppervlakte van Port-Mort bedroeg op 1 januari 2022 12,17 vierkante kilometer; de bevolkingsdichtheid was toen 73,2 inwoners per km².

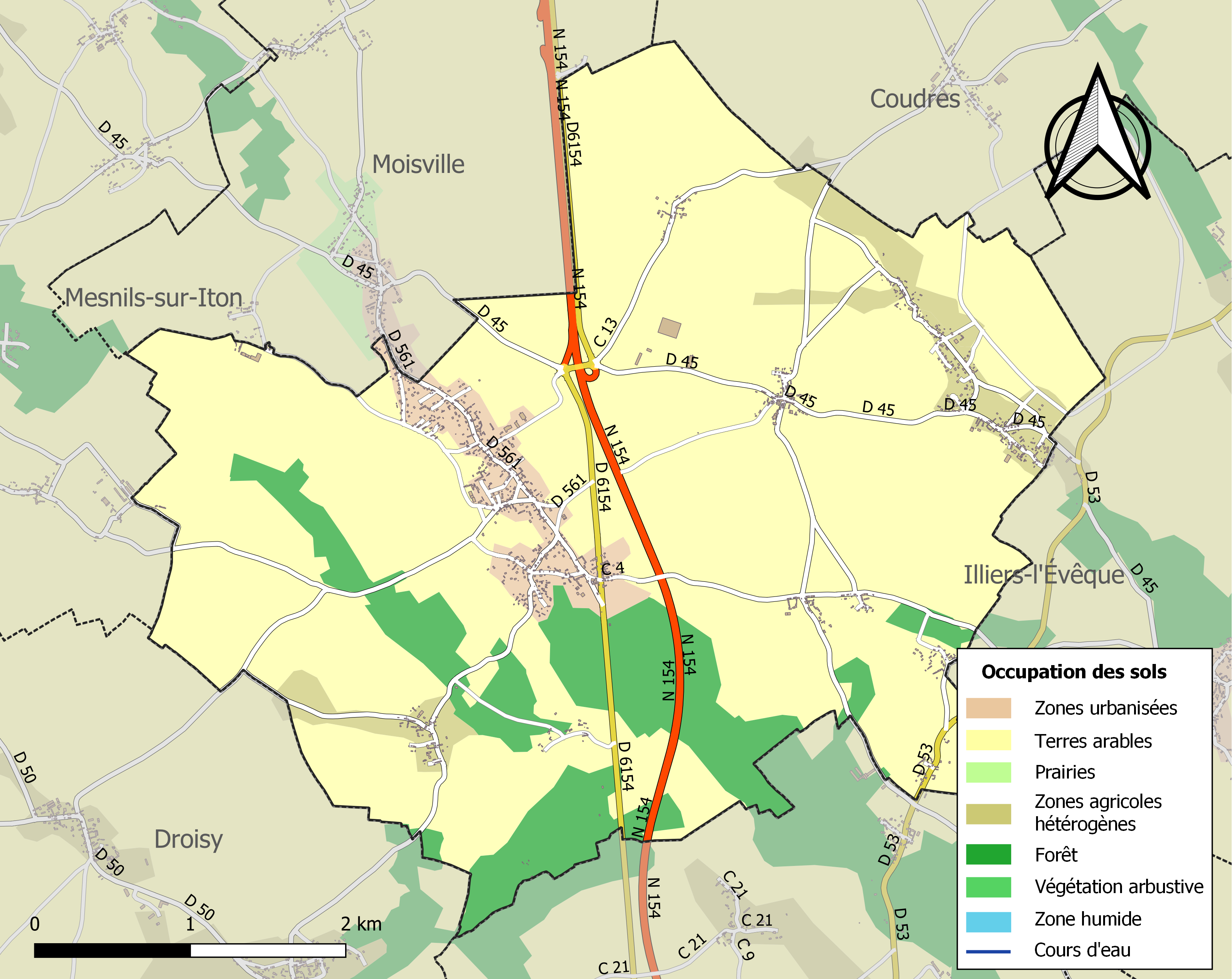
Kaart van de gemeente met belangrijkste infrastructuur, bodemgebruik en omliggende gemeenten

## Demografie
Onderstaande figuur toont het verloop van het inwonertal (bron: INSEE-tellingen).